# Daniel Kwan
Daniel Kwan (Westborough, 10 febbraio 1988) è un regista, sceneggiatore e produttore cinematografico statunitense.

## Biografia
Assieme a Daniel Scheinert forma i "Daniels", un duo di registi salito alla ribalta delle cronache grazie al film premiato dalla critica Swiss Army Man - Un amico multiuso (2016), con protagonisti Daniel Radcliffe e Paul Dano. I due nel 2017 hanno realizzato il videoclip della canzone Turn Down for What, singolo di DJ Snake e Lil Jon, che ha raggiunto più di un miliardo di visualizzazioni. Nel video Kwan compare anche come attore.
Nel 2022 esce nelle sale Everything Everywhere All at Once, con Michelle Yeoh, Ke Huy Quan e Jamie Lee Curtis, un successo sia di pubblico che di critica che alla novantacinquesima edizione dei premi Oscar si aggiudica sette statuette su undici nomination. Daniel Kwan, assieme a Daniel Scheinert, ha vinto nelle categorie miglior film, miglior regista e miglior sceneggiatura originale.

## Filmografia

### Cinema

#### Lungometraggi
- Swiss Army Man - Un amico multiuso (Swiss Army Man) (2016) – co-diretto con Daniel Scheinert
- Everything Everywhere All At Once (2022) – co-diretto con Daniel Scheinert

#### Cortometraggi
- My Best Friend's Wedding/My Best Friend's Sweating (2011) - insieme a Daniel Scheinert
- Possibilia (2014) - insieme a Daniel Scheinert
- Interesting Ball (2014) - insieme a Daniel Scheinert

### Televisione
- NTSF:SD:SUV:: - serie TV, 2 episodi (2013) -insieme a Daniel Scheinert
- Childrens Hospital - serie TV, 1 episodio (2013) - insieme a Daniel Scheinert
- Infomercials - programma TV, 1 episodio (2013) - insieme a Daniel Scheinert
- Legion - serie TV, 1 episodio (2019)
- Star Wars: Skeleton Crew - serie TV, post-produzione (2023) - insieme a Daniel Scheinert

## Riconoscimenti
- Premio Oscar
  - 2023 - Miglior film per Everything Everywhere All at Once
  - 2023 - Miglior regista per Everything Everywhere All at Once
  - 2023 - Miglior sceneggiatura originale per Everything Everywhere All at Once
- Golden Globe
  - 2023 - Candidatura al miglior regista per Everything Everywhere All at Once
  - 2023 - Candidatura alla miglior sceneggiatura per Everything Everywhere All at Once
- Grammy Award
  - 2015 - Candidatura al miglior videoclip per Turn Down for What
- Bafta
  - 2023 - Candidatura al miglior film per Everything Everywhere All at Once
  - 2023 - Candidatura al miglior regista per Everything Everywhere All at Once
  - 2023 - Candidatura alla migliore sceneggiatura originale per Everything Everywhere All at Once
- Critics' Choice Awards
  - 2023 - Miglior regista per Everything Everywhere All at Once
  - 2023 - Miglior sceneggiatura originale per Everything Everywhere All at Once
- Saturn Award
  - 2022 - Candidatura alla migliore sceneggiatura per Everything Everywhere All at Once
- Satellite Award
  - 2023 - Candidatura alla migliore sceneggiatura originale per Everything Everywhere All at Once